# Красновільський заказник
Краснові́льський заказник — ландшафтний заказник місцевого значення в Україні. Об'єкт розташований на території Маневицького району Волинської області, ДП «Колківське ЛГ», Тельчівське лісництво, квартали 35, 36. 
Площа — 192 га, статус отриманий у 2006 році.
Охороняються різновікові ділянки заболоченого лісу, де зростають сосна звичайна, вільха чорна, буяхи, чорниця, журавлина болотяна. У заказнику трапляється лелека чорний рідкісний вид, занесений до Червоної книги України та міжнародних природоохоронних списків.